# Slutsky-Zerlegung

Slutsky-Zerlegung: Einkommenseffekt und Substitutionseffekt

Die Slutsky-Zerlegung ist eine Methode, um die Ableitung der grundsätzlich nicht beobachtbaren hicksschen Nachfragefunktion nach dem Preis aus der potenziell beobachtbaren marshallschen Nachfrage zu bestimmen; die resultierende Gleichung bezeichnet man als Slutsky-Gleichung.
Es zeigt sich, dass mittels der Slutsky-Zerlegung die durch eine Preisänderung hervorgerufene Nachfrageänderung nach einem Gut in einen Substitutions- und einen Einkommenseffekt zerlegt werden kann.
Die Methode ist benannt nach dem Mathematiker und Ökonomen Jewgeni Jewgenjewitsch Sluzki.

## Darstellung
Sei {\displaystyle x_{i}(\mathbf {p} ,y)} die marshallsche Nachfrage nach einem Gut {\displaystyle i} in Abhängigkeit von einem Preisvektor {\displaystyle \mathbf {p} =(p_{1},\ldots ,p_{n})} und dem individuellen Einkommen {\displaystyle y}. (Die marshallsche Nachfrage resultiert aus dem Nutzenmaximierungsproblem des Haushalts und gibt die Gütermenge – in Abhängigkeit von den Güterpreisen – an, die erforderlich ist, um mit einem gegebenen Einkommen {\displaystyle y} ein möglichst hohes Nutzenniveau zu erreichen).
Weiterhin vereinbare man {\displaystyle x_{i}^{h}(\mathbf {p} ,{\overline {u}})} als Hicks’sche (auch: kompensierte) Nachfrage nach dem Gut {\displaystyle i}, wobei hier {\displaystyle {\overline {u}}} für das zu erreichende Nutzenniveau steht (Die Hicks’sche Nachfrage resultiert aus dem Ausgabenminimierungsproblem des Haushalts und gibt die Gütermenge – in Abhängigkeit von den Güterpreisen – an, die erforderlich ist, um möglichst kostengünstig ein vorgegebenes Nutzenniveau {\displaystyle {\overline {u}}} zu erreichen).
Dann gilt:
Slutsky-Gleichung:
{\displaystyle \underbrace {\frac {\partial x_{i}(\mathbf {p} ,y)}{\partial p_{j}}} _{\mathrm {Gesamteffekt} }=\underbrace {\frac {\partial x_{i}^{h}(\mathbf {p} ,{\overline {u}})}{\partial p_{j}}} _{\mathrm {Substitutionseffekt} }\underbrace {-x_{j}(\mathbf {p} ,y){\frac {\partial x_{i}(\mathbf {p} ,y)}{\partial y}}} _{\mathrm {Einkommenseffekt} }}
In Worten beantwortet die Gleichung (von links nach rechts gelesen) die Frage, wie sich die Nachfrage nach einem Gut {\displaystyle i} verändert, wenn man bei konstantem Einkommen den Preis von Gut {\displaystyle j} verändert. Die Antwort ist, dass die Veränderung der Differenz von Substitutions- und Einkommenseffekt entspricht. Der Substitutionseffekt entspricht der Änderung der kompensierten Nachfrage nach {\displaystyle i} infolge der Änderung des Preises von {\displaystyle j}; davon abgezogen wird ein Ausdruck, der angibt, wie sich die Veränderung des Einkommens auf die Nachfrage nach {\displaystyle i} auswirkt, modifiziert mit der totalen Nachfrage nach {\displaystyle j}.

## Interpretation
Jede Preisänderung geht mit einer Änderung des Realeinkommens einher. Da das Einkommen die Nachfrage beeinflusst, wird die Nachfrageänderung, die allein auf die Preisänderung zurückzuführen ist (Substitutionseffekt), bei der empirischen Beobachtung durch den Einkommenseffekt verfälscht. Die Slutsky-Zerlegung simuliert die Preisänderung bei konstantem Realeinkommen. Es zeigt sich, dass die Nachfrage nach einem normalen Gut bei einer Preiserhöhung zurückgehen muss, wenn das reale Einkommen konstant gehalten wird (Gesetz der Nachfrage).
Methodisch etwas verschieden ist die Hicks-Zerlegung, die jedoch zum prinzipiell gleichen Ergebnis kommt. Hier wird nicht das reale Einkommen, sondern der Nutzen(indexwert) des Haushalts konstant gehalten. Die Hicks-Zerlegung gibt dem Haushalt also gerade den Betrag, der notwendig ist, damit er die ursprüngliche Indifferenzkurve wieder erreichen kann.

### Alle möglichen Fälle auf einen Blick
Hier: Hicks-Zerlegung
Annahme: {\displaystyle p_{1}^{*}<p_{1}}
(Preisabnahme von Gut 1, c.p.)
Der Substitutionseffekt (SE) ist somit bei Gut 1 stets positiv und bei Gut 2 stets negativ. Richtung und Stärke des Einkommenseffekts (EE) und somit auch der Gesamteffekt (GE) sind von der Art der Güter abhängig. Im Folgenden soll deshalb eine Übersicht über jeden dabei möglichen Fall gegeben werden.
Erläuterung zur Grafik: P ist der ursprüngliche Optimalpunkt (hellblau: ursprüngliche Budgetgerade) und P* der hypothetische Optimalpunkt bei angeglichener Budgetgerade (grün). Die Punkte A bis E auf der neuen Budgetgeraden (blau) stellen Beispiele für jedes mögliche neue, optimale Bündel – abhängig von der Art der Güter und somit vom Verlauf der zugehörigen Indifferenzkurven (rot) – dar.
|     | Gut 1          | Gut 1 | Gut 2    | Gut 2 | Gesamteffekt | Gesamteffekt |
| Art | EE             | Art   | EE       | Gut 1 | Gut 2        |              |
| --- | -------------- | ----- | -------- | ----- | ------------ | ------------ |
| A   | Giffen-Gut     | --    | superior | ++    | –            | +            |
| B   | inferiores Gut | -     | superior | ++    | +            | +            |
| C   | normal         | +     | superior | ++    | +            | +            |
| D   | normal         | +     | normal   | +     | +            | -            |
| E   | normal         | +     | inferior | -     | +            | -            |

## Beweis
Aus der Dualität von marshallscher und Hicks’scher Nachfrage folgt zunächst {\displaystyle x_{i}^{h}(\mathbf {p} ,{\overline {u}})=x_{i}(\mathbf {p} ,e(\mathbf {p} ,{\overline {u}}))} (siehe der Artikel Hicks’sche Nachfragefunktion). Man differenziert dann beide Seiten unter Anwendung der Kettenregel nach dem Preis eines Gutes {\displaystyle j}, {\displaystyle p_{j}}, und erhält
{\displaystyle {\frac {\partial x_{i}^{h}(\mathbf {p} ,{\overline {u}})}{\partial p_{j}}}={\frac {\partial x_{i}(\mathbf {p} ,e(\mathbf {p} ,{\overline {u}}))}{\partial p_{j}}}+{\frac {\partial x_{i}(\mathbf {p} ,e(\mathbf {p} ,{\overline {u}}))}{\partial e(\mathbf {p} ,{\overline {u}})}}\cdot {\frac {\partial e(\mathbf {p} ,{\overline {u}})}{\partial p_{j}}}}.
Es ist {\displaystyle e(\mathbf {p} ,v(\mathbf {p} ,y))=y} (siehe der Artikel Indirekte Nutzenfunktion) und auch {\displaystyle v(\mathbf {p} ,y)={\overline {u}}} (denn nach Annahme erzielt ein Konsument zu Preisen {\displaystyle \mathbf {p} } und mit Einkommen {\displaystyle y} gerade maximal den Nutzen {\displaystyle {\overline {u}}}), was zusammen {\displaystyle e(\mathbf {p} ,{\overline {u}})=y} impliziert. Zudem gilt {\displaystyle \partial e(\mathbf {p} ,{\overline {u}})/\partial p_{j}=x_{j}^{h}(\mathbf {p} ,{\overline {u}})} (Shephards Lemma), sodass man die obige Gleichung umschreiben kann zu
{\displaystyle {\frac {\partial x_{i}^{h}(\mathbf {p} ,{\overline {u}})}{\partial p_{j}}}={\frac {\partial x_{i}(\mathbf {p} ,y)}{\partial p_{j}}}+{\frac {\partial x_{i}(\mathbf {p} ,y)}{\partial e(\mathbf {p} ,{\overline {u}})}}\cdot x_{j}^{h}(\mathbf {p} ,{\overline {u}})}.
Abermalige Anwendung der eingangs postulierten Dualitätseigenschaft liefert
{\displaystyle {\frac {\partial x_{i}^{h}(\mathbf {p} ,{\overline {u}})}{\partial p_{j}}}={\frac {\partial x_{i}(\mathbf {p} ,y)}{\partial p_{j}}}+{\frac {\partial x_{i}(\mathbf {p} ,y)}{\partial e(\mathbf {p} ,{\overline {u}})}}\cdot x_{j}(\mathbf {p} ,e(\mathbf {p} ,{\overline {u}}))},
und da noch immer {\displaystyle e(\mathbf {p} ,{\overline {u}})=y} (siehe oben) auch
{\displaystyle {\frac {\partial x_{i}^{h}(\mathbf {p} ,{\overline {u}})}{\partial p_{j}}}={\frac {\partial x_{i}(\mathbf {p} ,y)}{\partial p_{j}}}+{\frac {\partial x_{i}(\mathbf {p} ,y)}{\partial e(\mathbf {p} ,{\overline {u}})}}\cdot x_{j}(\mathbf {p} ,y)},
was zu zeigen war.

## Slutsky-Matrix
Stellt man die Slutsky-Gleichung nach dem Substitutionseffekt um, steht auf der rechten Seite der Ausdruck
{\displaystyle \underbrace {\frac {\partial x_{i}(\mathbf {p} ,y)}{\partial p_{j}}} _{\mathrm {Gesamteffekt} }+\underbrace {x_{j}(\mathbf {p} ,y){\frac {\partial x_{i}(\mathbf {p} ,y)}{\partial y}}} _{\mathrm {Einkommenseffekt} }}
Dadurch sei der {\displaystyle (ij)}-te Eintrag einer {\displaystyle (n\times n)}-Matrix gegeben, der so genannten Slutsky-Matrix (auch: Slutsky-Substitutions-Matrix) {\displaystyle S}:
{\displaystyle S(\mathbf {p} ,y)\equiv \left({\begin{array}{ccc}{\frac {\partial x_{1}(\mathbf {p} ,y)}{\partial p_{1}}}+x_{1}(\mathbf {p} ,y){\frac {\partial x_{1}(\mathbf {p} ,y)}{\partial y}}&\cdots &{\frac {\partial x_{1}(\mathbf {p} ,y)}{\partial p_{n}}}+x_{n}(\mathbf {p} ,y){\frac {\partial x_{1}(\mathbf {p} ,y)}{\partial y}}\\\vdots &\ddots &\vdots \\{\frac {\partial x_{n}(\mathbf {p} ,y)}{\partial p_{1}}}+x_{1}(\mathbf {p} ,y){\frac {\partial x_{n}(\mathbf {p} ,y)}{\partial y}}&\cdots &{\frac {\partial x_{n}(\mathbf {p} ,y)}{\partial p_{n}}}+x_{n}(\mathbf {p} ,y){\frac {\partial x_{n}(\mathbf {p} ,y)}{\partial y}}\end{array}}\right)}
Sie zeigt für beliebige zwei Güter den zugehörigen Substitutionseffekt.
Es kann gezeigt werden, dass {\displaystyle S} symmetrisch und negativ semidefinit ist.